# Vanadaat

Structuurformule van het orthovanadaat-anion.

Vanadaat is een oxoanion van vanadium, waarin het overgangsmetaal de oxidatietoestand +V bezit. Mineralen waarin dit type anion voorkomt worden ook vanadaten genoemd. Het meest voorkomend is het orthovanadaat-anion, met als brutoformule VO43−. Daarin bezit vanadium een tetraëdrische moleculaire geometrie. Het orthovanadaat-anion komt voor in verbindingen zoals natriumorthovanadaat of in oplossingen van vanadium(V)oxide bij een pH groter dan 13.

## Types vanadaten
Naast het orthovanadaat bestaat nog een hele reeks afgeleide oxoanionen:
- V2O74− (pyrovanadaat)
- V3O93− (een cyclisch anion)
- V4O124− (een cyclisch anion)
- V5O143−
- V10O286− (decavanadaat)
- V12O324−
- V13O343−
- V18O4212−

Deze laatsten worden geschaard onder de polyoxovanadaten. Daarnaast bestaan ook enkele polymere vanadaten:
- [VO3]nn− (metavanadaat)
- [V3O8]nn−

## Mineralogie
'Vanadaat' is tevens de overkoepelende benaming voor de verschillende mineralen waarvan de kristallen een vanadaat-oxoanion bevatten. 
De kristallen van mineralen als vanadiniet, descloiziet en mottramiet bevatten het vanadaat-oxoanion en behoren dus tot de 'vanadaten'. De meeste vanadaten zijn relatief zeldzaam in de natuur.